# Edward Lee (cầu thủ bóng đá)
Edward Lee là một cầu thủ bóng đá người Anh thi đấu ở vị trí tiền vệ cánh.